# Mariene provincie Koude Gematigde Noordwestelijke Stille Oceaan
De Mariene provincie Koude Gematigde Noordwestelijke Stille Oceaan (8) (Engels: Cold Temperate Northwest Pacific marine province) is een biogeografische provincie en ligt in het noordwesten van de Grote Oceaan in het Marien rijk Gematigde Noordelijke Stille Oceaan. De mariene provincie is vastgesteld door het World Wide Fund for Nature en The Nature Conservancy en is vernoemd naar de koude gematigde wateren in het noordwesten van de Stille Oceaan.
In het noordoosten grenst het gebied aan het Marien rijk Arctica, in het oosten aan de mariene provincie Koude Gematigde Noordoostelijke Stille Oceaan (10) en in het zuidwesten aan de mariene provincie Warme Gematigde Noordwestelijke Stille Oceaan (9).

## Geografie
De mariene provincie ligt voor de oostkust van Rusland (kraj Primorje, kraj Chabarovsk, oblast Sachalin, kraj Chabarovsk, oblast Magadan, kraj Kamtsjatka en Tsjoekotka), rond de Koerilen, de noordwest-, noord- en oostkust van Japan, voor de west- en oostkust van Zuid-Korea en Noord-Korea en voor de noordoostkust van China.

## Biogeografie
Het gebied kent zeeleven dat houdt van gematigde temperaturen.

## Mariene ecoregio's
Deze mariene provincie bestaat uit 6 mariene ecoregio's:
- Mariene ecoregio Zee van Ochotsk (45)
- Mariene ecoregio Kamtsjatkakust en -plat (46)
- Mariene ecoregio Oyashiostroom (47)
- Mariene ecoregio Noordoostelijk Honshu (48)
- Mariene ecoregio Japanse Zee (49)
- Mariene ecoregio Gele Zee (50)